# Paweł Dzionara
Paweł Jan Dzionara (ur. 25 stycznia 1879 w Bartodziejach Małych, zm. 4 stycznia 1963 w Bydgoszczy) – polski budowniczy, honorowy radca miejski Bydgoszczy.

## Życiorys
Urodził się 25 stycznia 1879 r. w gminie Bartodzieje Małe (od 1920 r. część miasta Bydgoszczy). Był synem Wojciecha, urzędnika i Ewy z Wiehlamów. Uczęszczał do gimnazjum realnego, a potem do szkoły wydziałowej w Bydgoszczy. Następnie uczył się ciesielstwa, uzyskując dyplom mistrzowski w 1897 roku. W semestrach zimowych uczęszczał do szkoły budownictwa w Wałczu. 
Umiejętności zawodowe doskonalił uczęszczając jako hospitant na wykłady statyki budownictwa kolei, dróg, mostów i dróg wodnych na politechnice w Hanowerze. W 1899 r. powrócił do Bydgoszczy i objął kierownictwo firmy budowlanej „Franciszek Ciechanowski w Bydgoszczy”. Z jej ramienia kierował różnymi budowami w Niemczech. Po śmierci F. Ciechanowskiego w 1906 r., został wspólnikiem jego firmy. W 1908 r. po zawarciu małżeństwa z córką właściciela ziemskiego z powiatu bydgoskiego, rozwinął przedsiębiorstwo, otwierając oddział i żwirownię w Lüchow k. Hannoweru. Prowadził tam budowy kolei i mostów. 
W chwili wybuchu I wojny światowej w 1914 r., budował linię kolejową Olecko-Czynochen w Prusach Wschodnich. Po wkroczeniu tam armii rosyjskiej, utracił pozostawione maszyny i narzędzia, ponosząc znaczne straty materialne. W latach 1914–1918 kierował różnymi budowami na obszarze okupowanym przez Cesarstwo Niemieckie, co uchroniło go przed powołaniem do armii. 
Po zakończeniu wojny stracił dużą część majątku, którą miał ulokowaną w hipotekach. Stąd też zmuszony był zlikwidować przedsiębiorstwo. Resztę maszyn i narzędzi sprzedał tworzonemu polskiemu Towarzystwu Robót Inżynieryjnych Tow. Akc. w Poznaniu, a sam został dyrektorem oddziału tego Towarzystwa w Bydgoszczy. W 1923 r. został wspólnikiem tworzącego się towarzystwa „TH i Ska przemysł drzewny tow. z ograniczoną poręką”, obejmując zarazem jej kierownictwo. 
Oprócz działalności zawodowej udzielał się społecznie. Od końca XIX w. działał w Towarzystwie Gimnastycznym „Sokół”. Nie angażował się w działalność partii politycznych. Od listopada 1918 r. do początków 1920 r. był członkiem Polskiej Rady Ludowej na miasto Bydgoszcz i przedmieścia. Z ramienia tej Rady kontrolował niemiecki Zarząd Dróg Wodnych. W 1921 r. został wybrany z listy Polskiego Komitetu Wyborczego do Rady Miejskiej w Bydgoszczy. W 1924 r. Rada ta wybrała go na stanowisko niepłatnego (honorowego) radcy miejskiego (1924–1928). Podlegały mu między innymi decernaty: „Lloyd Bydgoski”, cegielnie oraz Urząd Własności Miejskich. 
II wojnę światową i okupację niemiecką przetrwał w Bydgoszczy. W latach powojennych nie uczestniczył w życiu politycznym. Zmarł 4 stycznia 1963 r. w Bydgoszczy. Został pochowany na cmentarzu Nowofarnym.

### Rodzina
Paweł Dzionara był żonaty ze Stefanią Łucją z d. Grygrowicz (1888–1942). Miał dzieci: Irenę (ur. 1909), Edmunda (1911–1987) – lekarza, Anielę (ur. 1913), Danutę (ur. 1923) i Leszka (ur. 1925).